# Аль-Халідія
Аль-Халідія (англ. al-Khalidiyah, араб. الخالديه) — поселення в Сирії, що складає невеличку друзьку общину в нохії Ас-Сура-ас-Сагіра, яка входить до складу мінтаки Шагба в південній сирійській мухафазі Ас-Сувейда.